# Ciclone tropical do Pacífico Sul
Um ciclone tropical do Pacífico Sul é um sistema não frontal e de baixa pressão que se desenvolveu, num ambiente de temperatura quente da superfície do mar e pouco cisalhamento vertical do vento no alto no Oceano Pacífico Sul. No Hemisfério Sul, há oficialmente três áreas em que ciclones tropicais se desenvolvem regularmente: essas áreas são o sudoeste do Oceano Índico, entre África e 90 ° E, a região australiana entre 90 ° E e 160 ° E e a bacia do Pacífico Sul entre 160 ° E e 120 ° O. A bacia do Pacífico Sul entre 160 ° E e 120 ° O é oficialmente monitorada pelo Serviço Meteorológico de Fiji e pelo MetService da Nova Zelândia, enquanto outros como o Australian Bureau of Meteorology e a Administração Oceânica e Atmosférica dos Estados Unidos também monitoram a bacia. Cada ano de ciclone tropical nesta bacia começa em 1 de julho e dura todo o ano, abrangendo a estação de ciclones tropicais que vai de 1 de novembro e dura até 30 de abril de cada estação. Dentro da bacia, a maioria dos ciclones tropicais tem as suas origens na Zona de Convergência do Pacífico Sul ou no vale das monções do norte da Austrália, os quais formam uma extensa área de nebulosidade e são características dominantes da estação. Nesta região, uma perturbação tropical é classificada como um ciclone tropical, quando possui velocidades de vento sustentadas de 10 minutos acima de 65 km/h (35 mph), que envolvem a meio do centro de circulação de baixo nível, enquanto um ciclone tropical grave é classificado quando as velocidades máximas de vento sustentadas de 10 minutos são maiores que 120 km/h (75 mph).

## História da bacia
Os antigos marinheiros dos mares do sul, que navegavam pelo Pacífico tropical antes da chegada dos europeus, conheciam e temiam os furacões do Pacífico sul. Eles eram observadores atentos e precisos da natureza, com mitos e lendas tradicionais, refletindo o seu conhecimento desses sistemas.  Nas suas viagens pelo Pacífico, acredita-se que o capitão James Cook não tenha relatado nenhuma informação sobre ciclones no Pacífico.  Os baleeiros, comerciantes e missionários europeus que seguiram Cook logo perceberam que o Pacífico Sul não estava livre de furacões e foram os primeiros a publicar relatos sobre os sistemas.  Em 1853, Thomas Dobson posteriormente se tornou a primeira pessoa a coletar informações sobre esses sistemas, a fim de tentar entender e explicar as características de 24 ciclones tropicais.  No entanto, essas descrições eram vagas e de pouco valor, porque ele possuía apenas uma pequena quantidade de dados e nenhum mapa climático sinóptico.
Nos 40 anos seguintes, vários relatórios, diários e livros de registo de tempestades foram publicados, antes de E. Knipping consolidar esses relatórios e estender a lista de Dobson para 120 ciclones tropicais durante 1893. Durante a década de 1920, Stephen Sargent Visher fez uma pesquisa sobre ciclones tropicais no Pacífico e visitou várias nações insulares; incluindo Fiji, Japão e Filipinas para obter informações sobre sistemas em potencial. Ele também consultou vários jornais e relatórios, bem como o trabalho de Dobson e Knipping, antes de criar vários artigos sobre ciclones tropicais no Pacífico.  Esses documentos continham informações sobre 259 tempestades tropicais no Pacífico Sul entre 160 ° E e 140 ° O, duas das quais ocorreram durante 1789 e 1819, enquanto o restante ocorreu entre 1830 e 1923.  Visher também tentou estimar quantos sistemas estavam ocorrendo anualmente em cada área, mas compensou demais seus registos incompletos e apresentou uma figura de 12 ciclones tropicais severos por ano.
Durante o tempo de Visher e até o início da Segunda Guerra Mundial, não havia informações suficientes disponíveis para permitir uma descrição precisa das trilhas de ciclones tropicais. No entanto, durante a Segunda Guerra Mundial e durante a Segunda Guerra Mundial, as operações meteorológicas no Pacífico foram amplamente expandidas, para atender às necessidades das operações internacionais da aviação e militares. Como resultado, J W Hutchings decidiu escrever um artigo sobre 43 ciclones tropicais entre 1940 e 1951, usando dados coletados dos trópicos pelo Serviço de Meteorologia da Nova Zelândia na área entre 150 ° E e 150 ° O.  No artigo, os sistemas eram incluídos apenas se tivessem uma velocidade do vento na escala Beaufort de força 9 ou superior, enquanto localizados entre o Equador e 30°S.  Hutchings também examinou de onde os ciclones tropicais se originaram no Pacífico Sul e afirmou que o local onde a maioria dos ciclones tropicais se desenvolve poderia ser determinado com precisão.  O documento também chamou atenção para uma diferença marcante nas trilhas dos ciclones e sistemas tropicais do Pacífico Sul em outras bacias.  Esse trabalho foi posteriormente estendido em 1956, pelo então diretor do Serviço Meteorológico da Nova Zelândia: John Fletcher Gabites, para cobrir as temporadas entre 1952-1953 e 1955-1956. Gabites posteriormente escreveu uma série de artigos durante 1963 sobre vários aspectos dos ciclones tropicais do Pacífico Sul, incluindo sobre a grande variedade de rotas que ocorrem no Pacífico.
Em junho de 1995, o Nadi do Serviço Meteorológico de Fiji - Tropical Cyclone Center, foi designado como Centro Meteorológico Especializado Regional pela Organização Meteorológica Mundial.

## Temporadas
- Temporada de ciclones no Pacífico Sul anterior a 1939
- Temporada de ciclones no Pacífico Sul de 1939-1969

### Década de 1970
| Temporada | Total DT | Total CT | Total SCT | Tempestade mais forte | Mortes | Prejuízos | Notas e Referências |
| --------- | -------- | -------- | --------- | --------------------- | ------ | --------- | ------------------- |
| 1969-1970 | 7        | 7        | 2         |                       |        |           | [ 6 ] [ 7 ] [ 8 ]   |
| 1970-1971 | 8        | 8        | 0         |                       |        |           | [ 9 ]               |
| 1971-1972 | 11       | 11       | 6         |                       |        |           | [ 10 ]              |
| 1972-1973 | 8        | 8        | 2         | Bebe                  |        |           | [ 11 ]              |
| 1973-1974 | 10       | 10       | 2         |                       |        |           | [ 9 ]               |
| 1974-1975 | 5        | 5        | 3         |                       |        |           | [ 10 ] [ 12 ]       |
| 1975-1976 | 6        | 6        | 3         |                       |        |           | [ 9 ]               |
| 1976-1977 | 9        | 9        | 2         |                       |        |           | [ 7 ] [ 8 ]         |
| 1977-1978 | 7        | 7        | 3         |                       |        |           | [ 8 ]               |
| 1978-1979 | 9        | 6        | 2         | Meli                  |        |           | [ 13 ]              |
| 1979-1980 | 8        | 7        | 2         | Peni/Sina             |        |           | [ 6 ] [ 8 ]         |

### Década de 1980
Durante a décade de 1980 existiram três episódio principais da Oscilação do Sul ; dois El Niño (1982–83 e 1986/87) quando o Índice da Oscilação do Sul (SOI) foi negativa e uma La Nina quando a SOI foi positiva.
| Temporada | Total DT | Total CT | Total SCT | Tempestade mais forte | Mortes | Prejuízos    | Notas e Referências               |
| --------- | -------- | -------- | --------- | --------------------- | ------ | ------------ | --------------------------------- |
| 1980-1981 | 12       | 12       | 4         | Freda                 |        |              | [ 13 ] [ 14 ]                     |
| 1981-1982 | 6        | 6        | 5         | Gyan                  |        |              | [ 15 ] [ 16 ]                     |
| 1982-1983 | 14       | 14       | 10        | Oscar                 |        |              | [ 11 ] [ 14 ]                     |
| 1983-1984 | 7        | 5        | 1         | Beti                  |        |              | [ 12 ] [ 14 ]                     |
| 1984-1985 | 9        | 9        | 5         | Hina                  |        |              | [ 14 ] [ 15 ] [ 17 ]              |
| 1985-1986 | 7        | 7        | 3         | Ima                   | >150   |              | [ 16 ]                            |
| 1986-1987 | 13       | 12       | 6         | Uma                   | 50     | $150 000 000 | [ 10 ] [ 11 ] [ 8 ] [ 14 ] [ 17 ] |
| 1987-1988 | 6        | 5        | 3         | Anne                  |        |              | [ 6 ] [ 14 ]                      |
| 1988-1989 | 14       | 14       | 6         | Harry                 |        |              | [ 14 ]                            |
| 1989-1990 | 11       | 5        | 2         | Ofa                   | 8      | $180 000 000 | [ 14 ]                            |
| Totals    | 103      | 94       | 46        | Hina                  |        |              |                                   |

### Década de 1990
| Temporada | Total DT | Total CT | Total SCT | Tempestade mais forte | Mortes | Prejuízos   | Nomes retirados                             | Notas e Referências |
| --------- | -------- | -------- | --------- | --------------------- | ------ | ----------- | ------------------------------------------- | ------------------- |
| 1990-1991 | 4        | 2        | 1         | Sina                  | None   | $18 500 000 | Sina                                        | [ 13 ]              |
| 1991-1992 | 13       | 11       | 7         | Fran                  | 21     |             | Tia, Wasa, Val, Betsy, Esau, Fran           | [ 6 ]               |
| 1992-1993 | 12       | 10       | 6         | Joni/Prema            | None   |             | Joni, Kina, Nina                            | [ 6 ] [ 13 ]        |
| 1993-1994 | 7        | 5        | 4         | Theodore              | None   |             | Rewa                                        | [ 9 ] [ 13 ]        |
| 1994-1995 | 4        | 2        | 0         | William               | None   | $2 500 000  | William                                     | [ 7 ] [ 18 ] [ 19 ] |
| 1995-1996 | 7        | 5        | 1         | Beti                  | 2      | $4 300 000  | Beti                                        | [ 12 ] [ 20 ]       |
| 1996-1997 | 14       | 12       | 6         | Gavin                 | 27     | $44 000 000 | Drena, Gavin, Hina, Keli                    | [ A 1 ] [ 15 ]      |
| 1997-1998 | 20       | 16       | 7         | Ron/Susan             | 50     | $7 600 000  | Martin, Osea, Ron, Susan, Tui, Ursula, Veli | [ 11 ] [ 23 ]       |
| 1998-1999 | 27       | 8        | 4         | Dani                  |        |             | Cora, Frank                                 | [ 23 ] [ 24 ]       |
| 1999-00   | 25       | 6        | 4         | Kim                   | 1      |             | Kim                                         | [ 23 ] [ 25 ]       |
| Totals    | 134      | 79       | 40        | Ron/Susan             | 101    |             |                                             |                     |

### Década de 2000
Durante a década de 2000, a actividade foi em geral abaixo da média de longo termo, com 60 ciclones tropicais a desenvolverem-se de 160 disturbios tropicais e depressões tropicais. Mesmo assim durante as temporadas de 2002–2003, 2004–2005 e 2009–2010 as actividades sentidas, foram próximas da média de longo terrmo de cerca de 8 - 9 tropical ciclones.
| Temporada | Total DT | Total CT | Total SCT | Tempestade mais forte | Mortes | Prejuízos    | Nomes retirados             | Notas e Referências             |
| --------- | -------- | -------- | --------- | --------------------- | ------ | ------------ | --------------------------- | ------------------------------- |
| 2000-2001 | 16       | 4        | 1         | Paula                 | 7      | $800 000     | Paula, Sose                 | [ 10 ] [ 23 ]                   |
| 2001-2002 | 16       | 5        | 2         | Waka                  | 1      | $51 300 000  | Trina, Waka                 | [ 15 ] [ 13 ]                   |
| 2002-2003 | 18       | 10       | 7         | Zoe                   | 50     | $102 100 000 | Zoe, Ami, Beni, Cilla       | [ 7 ] [ 23 ] [ 26 ]             |
| 2003-2004 | 15       | 3        | 2         | Heta                  | 16     | $387 000 000 | Heta, Ivy                   | [ 13 ]                          |
| 2004-2005 | 18       | 9        | 5         | Percy                 | 2      | $55 000 000  | Meena, Nancy, Olaf, Percy   | [ 6 ] [ 7 ] [ 8 ] [ 23 ] [ 27 ] |
| 2005-2006 | 15       | 5        | 3         | Wati                  | None   | $26 000      | None                        | [ 10 ] [ 12 ] [ 28 ]            |
| 2006-2007 | 15       | 6        | 2         | Xavier                | 4      | $4 000 000   | Cliff                       | [ 7 ] [ 8 ] [ 23 ]              |
| 2007-2008 | 16       | 4        | 3         | Daman                 | 8      | $46 000 000  | Daman, Funa, Gene           | [ 23 ] [ 29 ]                   |
| 2008-2009 | 15       | 6        | 0         | Lin                   | 11     | $65 000 000  | None                        | [ 10 ] [ 12 ] [ 30 ]            |
| 2009-2010 | 15       | 8        | 5         | Ului                  | 12     | $163 000 000 | Mick, Oli, Pat, Tomas, Ului | [ 6 ] [ 8 ] [ 23 ]              |
| Totals    | 159      | 60       | 30        | Zoe                   | 111    | $874 226 000 |                             |                                 |

### Década de 2010
| Temporada | Total DT | Total CT | Total SCT | Tempestade mais forte | Mortes | Prejuízos        | Nomes retirados         | Notas e Referências         |
| --------- | -------- | -------- | --------- | --------------------- | ------ | ---------------- | ----------------------- | --------------------------- |
| 2010-2011 | 17       | 7        | 5         | Wilma                 | 4      | $25 000 000      | Vania, Wilma, Yasi, Atu | [ 23 ] [ 31 ] [ A 2 ]       |
| 2011-2012 | 20       | 3        | 1         | Jasmine               | 13     | $17 200 000      | None                    | [ 12 ] [ 34 ] [ 35 ]        |
| 2012-2013 | 22       | 5        | 4         | Sandra                | 17     | $161 000 000     | Evan, Freda             | [ 12 ] [ 13 ]               |
| 2013-2014 | 20       | 6        | 2         | Ian                   | 12     | $48 000 000      | Ian, Lusi               | [ 16 ] [ 12 ] [ 13 ] [ 36 ] |
| 2014-2015 | 16       | 6        | 2         | Pam                   | 16     | > $250 000 000   | Pam                     | [ 37 ]                      |
| 2015-2016 | 18       | 8        | 5         | Winston               | 50     | ≥ $1 405 000 000 | Ula, Winston            | [ A 3 ] [ 34 ]              |
| 2016-2017 | 22       | 4        | 2         | Donna                 | 3      | ≥ $5 000 000     | Cook, Donna             | [ 34 ] [ 12 ]               |
| 2017-2018 | 14       | 6        | 3         | Gita                  | 11     | $285 000 000     | Gita, Josie, Keni       |                             |
| 2018-2019 | 12       | 5        | 2         | Pola                  | None   | ≥ $50 000 000    |                         |                             |
| 2019-2020 | 12       | 8        | 4         | Harold                | 29     | ≥ $8 130 000     |                         |                             |
| Totals    | 166      | 53       | 28        | Winston               | 128    | ≥ $2.25 bilhão   |                         |                             |